# SV Limburgia in het seizoen 1956/57
Het seizoen 1955/1956 was het derde jaar in het bestaan van de Brunssumse betaaldvoetbalclub Limburgia. De club kwam uit in de Eerste divisie A en eindigde daarin op de derde plaats. Tevens deed de club mee aan het toernooi om de KNVB Beker, hierin werd in de tweede ronde verloren van Fortuna '54 (1–2).

## Wedstrijdstatistieken

### Eerste divisie A
|       | ADO   | Alkmaar '54 | DWS   | Emma  | De Graafschap | Haarlem | Helmondia '55 | HVC   | KFC   | Roda Sport | SVV   | De Volewijckers | VSV   | Wageningen | Xerxes |
| ----- | ----- | ----------- | ----- | ----- | ------------- | ------- | ------------- | ----- | ----- | ---------- | ----- | --------------- | ----- | ---------- | ------ |
| Thuis | 1 – 3 | 1 – 1       | 1 – 1 | 2 – 0 | 1 – 0         | 1 – 1   | 1 – 1         | 3 – 2 | 4 – 1 | 4 – 1      | 1 – 0 | 3 – 1           | 6 – 0 | 0 – 0      | 1 – 4  |
| Uit   | 1 – 0 | 5 – 1       | 1 – 1 | 0 – 2 | 1 – 1         | 3 – 3   | 2 – 2         | 3 – 1 | 1 – 2 | 0 – 1      | 2 – 1 | 0 – 1           | 1 – 1 | 0 – 2      | 1 – 1  |

### KNVB beker
| 1e ronde                                 | Limburgia                       | 3 – 1 (2 – 0) | Waubach                |
| 19 augustus 1956 Plaats: Brunssum Venweg | Gradus Hansen 21', 85' Cor Brom |               | V.d. Kar               |
| 2e ronde                                 | Limburgia                       | 1 – 2 (0 – 1) | Fortuna '54            |
| 4 december 1956 Plaats: Brunssum Venweg  | Leo Cox                         |               | Wim Huis Henk Angenent |

## Statistieken Limburgia 1956/1957

### Eindstand Limburgia in de Nederlandse Eerste divisie A 1956 / 1957
| Stand | Gespeeld | Gewonnen | Gelijk | Verloren | Punten | Doelpunten voor | Doelpunten tegen |
| ----- | -------- | -------- | ------ | -------- | ------ | --------------- | ---------------- |
| 3e    | 30       | 13       | 11     | 6        | 37     | 50              | 37               |

### Topscorers
| #                 | Naam           | Goal |
| ----------------- | -------------- | ---- |
| 1.                | Gradus Hansen  | 14   |
| 2.                | Lei Cox        | 8    |
| 2.                | Martin Molnar  | 8    |
| 4.                | Jan Eggels     | 6    |
| 5.                | Lei Habets     | 4    |
| 6.                | Arie Schoon    | 3    |
| 7.                | Leo Beerendonk | 2    |
| 8.                | Chris Broeders | 1    |
| 8.                | Cor Brom       | 1    |
| 8.                | Sjra Jacobs    | 1    |
| 8.                | Scholten       | 1    |
| Onbekend doelpunt |                |      |
| –                 | Onbekend       | 1    |
| Totaal            | Totaal         | 50   |

| #      | Naam          | Goal |
| ------ | ------------- | ---- |
| 1.     | Gradus Hansen | 2    |
| 2.     | Henk Angenent | 1    |
| 2.     | Cor Brom      | 1    |
| Totaal | Totaal        | 4    |